# Sternenfels

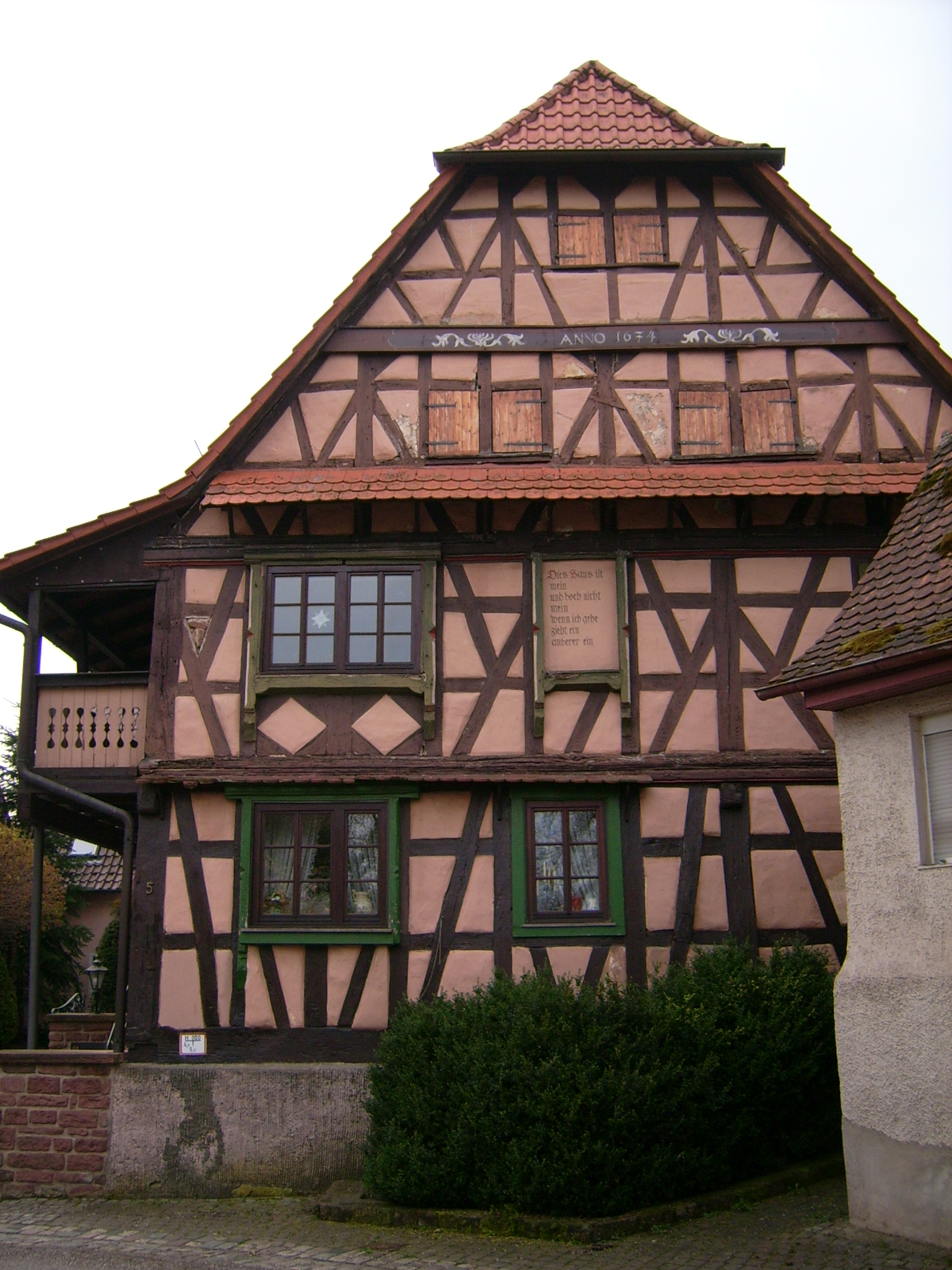
Jeden z domów w dzielnicy Diefenbach

Sternenfels – miejscowość i gmina w Niemczech, w kraju związkowym Badenia-Wirtembergia, w rejencji Karlsruhe, w regionie Nordschwarzwald, w powiecie Enz, wchodzi w skład wspólnoty administracyjnej Maulbronn. Leży w Parku Natury Stromberg-Heulberg, w Strombergu, o. 23 km na północny wschód od Pforzheim, przy linii kolejowej InterCity (Karlsruhe–Stuttgart).

## Dzielnice
- Diefenbach
- Sternenfels

## Współpraca
Miejscowość partnerska:
- Nöbdenitz, Turyngia

## Osoby urodzone w Sternenfels
- Franz Stahlecker, zbrodniarz hitlerowski